# Bruant auréole
Emberiza aureola
Espèce
Statut de conservation UICN

 CR A2acd+3cd+4acd : 
En danger critique
Le Bruant auréole (Emberiza aureola), est une espèce de passereaux de la famille des Emberizidae.

## Historique et dénomination
L'espèce Emberiza aureola a été décrite par le naturaliste allemand Peter Simon Pallas en 1773 .

### Nom vernaculaire
- Bruant auréole
- Bruant des saules
- Passerine auréole[2]

## Taxinomie
Ce taxon admet les deux sous-espèces suivantes :
- Emberiza aureola aureola Pallas, 1773, la sous-espèce type, vit au nord-est de l'Europe ainsi que dans une grande partie de la Sibérie[4].
- Emberiza aureola ornata Shulpin, 1928, habite du sud-est de la Sibérie jusqu'à la Mandchourie, sur l'île de Sakhaline, au Japon et dans la péninsule du Kamtchatka[4].

## Description
C'est un petit oiseau long de 14 à 15 cm, pour une envergure comprise entre 22 et 24 cm et un poids de 25 g.
Le mâle a les parties inférieures jaune lumineux avec les flancs striés de noir, les parties supérieures brunes, la face noire ainsi que la barre sur sa gorge, et une mandibule inférieure rose.

La femelle a un dos gris-brun moins strié, et des parties inférieures d'un jaune plus pâle que le mâle. Elle a une face blanchâtre avec une couronne, l'œil et des barres sur les joues sombres.

Le juvénile est semblable à la femelle, mais la couleur de fond des parties inférieures et du visage est de couleur chamois.

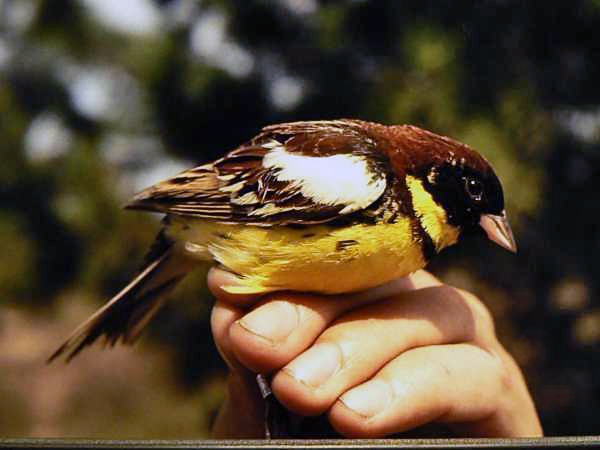
Spécimen mâle.
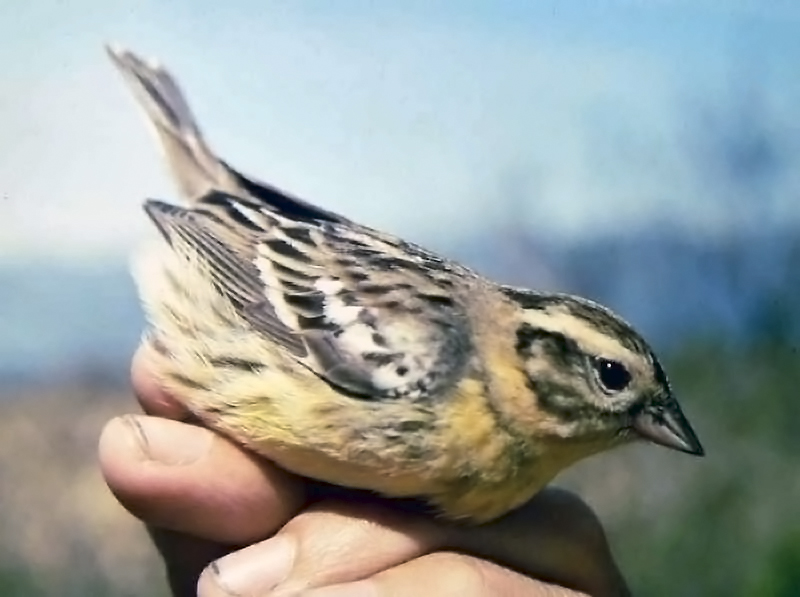
Spécimen femelle.
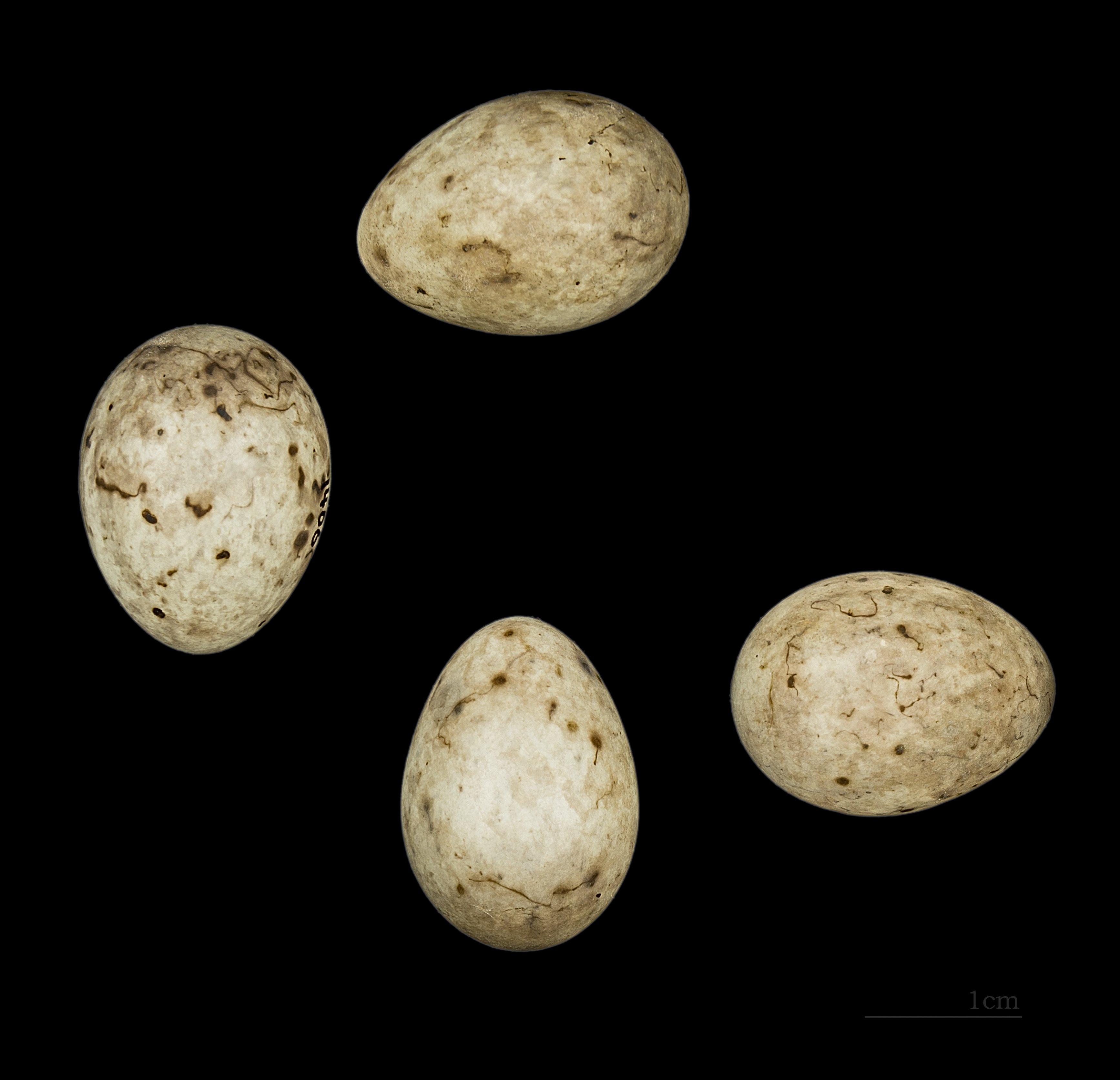
Emberiza aureola ornata Muséum de Toulouse
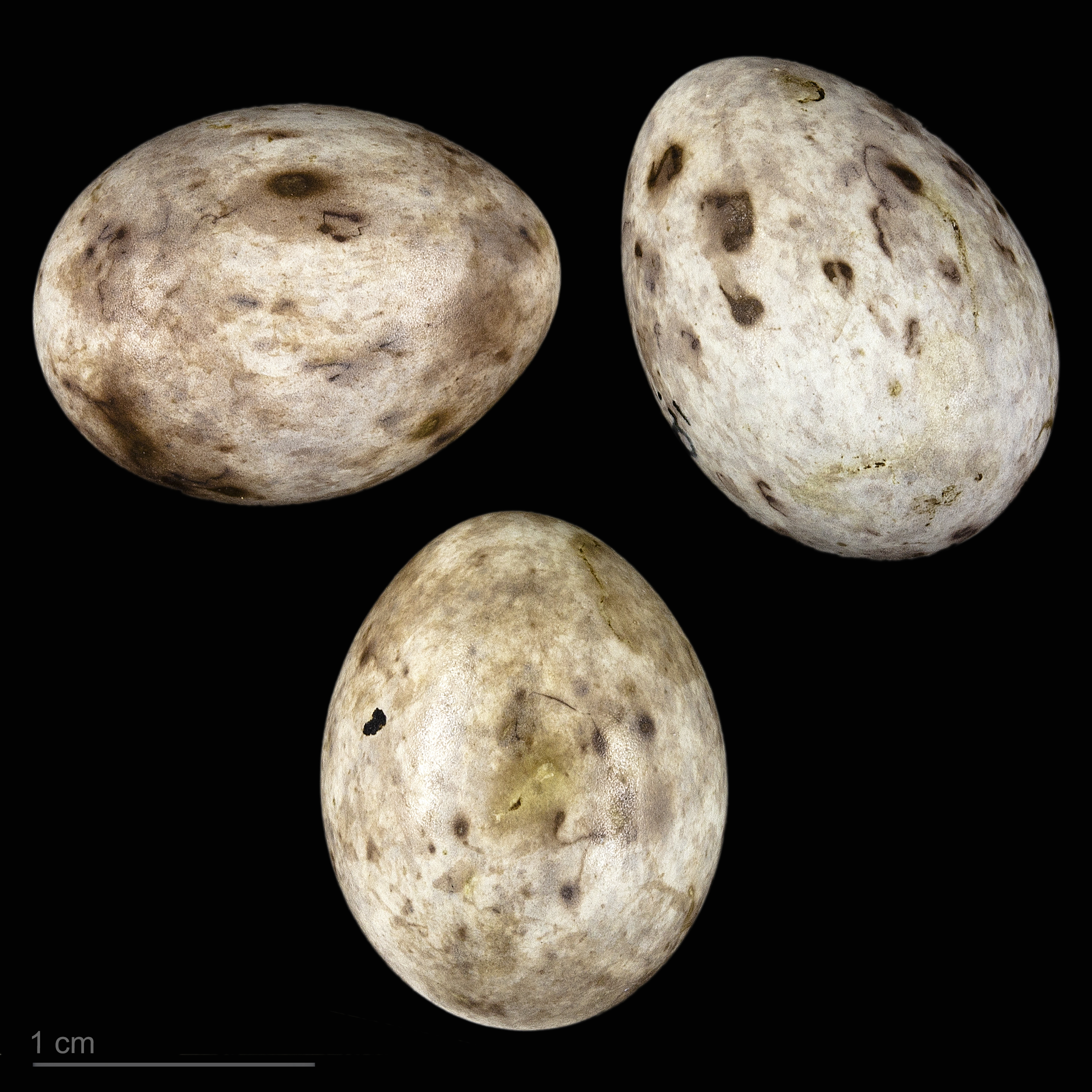
Oeufs de Emberiza aureola - Muséum de Toulouse

## Écologie et comportement

### Régime alimentaire
Cet oiseau se nourrit de graines, et d'insectes en été ainsi que pour l'alimentation des jeunes.

### Chant
L'appel est un zic distinctif et le chant un tru-tru, tri-tri clair.

### Reproduction
La nidification a lieu au début de l'été, avec de petites variations selon les régions.
La femelle pond de 4 à 6 œufs gris-vert tachés d'olive ou de gris-violacé, dans un nid construit à même le sol, au mieux dans une touffe d'herbe ou entre des racines d'arbre. Les oisillons sortent de l'œuf au bout de 13 à 14 jours.

## Répartition et habitat
Il vit au nord-est de l'Europe et dans le nord de l'Asie. C'est une espèce migratrice, hivernant en Asie du Sud-Est, en Inde, et dans le sud de la Chine. Il est rare en Europe occidentale, mais des vagabonds sont régulièrement observés.
Le Bruant auréole habite les terrains ouverts et broussailleux, souvent près de l'eau, et est très commun en Sibérie.

## Menaces et conservation
Cette espèce était autrefois classée par l'UICN en NT (quasi menacé), mais de nouvelles recherches ont révélé que l'espèce pouvait être plus rare que l'on croyait. En conséquence, son statut a été mis à jour en 2008 au rang VU (vulnérable). Son statut a changé de nouveau en 2013, l'espèce est maintenant EN (en danger).
Cet oiseau est traditionnellement mangé en Chine où en 25 ans, cette pratique semble avoir contribué à la quasi-disparition de l'espèce autrefois abondante du littoral pacifique à la Finlande. Cette régression rappelle à certains auteurs le phénomène de disparition du pigeon migrateur nord-américain au début du XXe siècle.